# Juan Ahuntchaín
Juan Antonio Ahuntchaín (Montevideo, 7 agosto 1947) è un allenatore di calcio ed ex calciatore uruguaiano.